# ماکرا
ماکرا (به ایتالیایی: Macra) یک کومونه در ایتالیا است که در استان کونیو واقع شده‌است. ماکرا ۲۴٫۴ کیلومتر مربع مساحت و ۶۶ نفر جمعیت دارد و ۸۷۵ متر بالاتر از سطح دریا واقع شده‌است.